# Jan Matejko-ház
A krakkói Jan Matejko-ház a Floriańska utca 41. szám alatt található. A múzeumot Jan Matejko (1838–1893) festőnek szentelték, aki ott született és ott élt egész életében.
A ház a 16. században épült, a következő századokban többször átépítették. Az épületet korábban kézműves családok lakták, majd Matejko szüleinek tulajdonába került. 1871-ben, az apja halála után a művész kifizette testvéreit, így a ház egyedüli birtokosává vált. 1872-ben Jan Matejko Tomasz Pryliński építésszel közösen új homlokzatot tervezett. Ekkor bővítette ki az épületet és építette fel a harmadik szintet, amelyet stúdiónak szánt.
Két évvel a festő halála után a Jan Matejko Társaság adományokból gyűjtött pénzen megvásárolta a házat és a gyűjtemény egy részét az örökösöktől. 1896. május 1-jén tették hozzáférhetővé az első szobákat a nagyközönség számára. A kiállítás kezdetben Jan Matejko nappaliját és hálószobáját mutatta be.
A 19. század végén és a 20. század elején az épületet speciálisan a múzeumi kiállítás céljára építették át. 1896 és 1898 között a javításokat Tadeusz Stryensky lengyel építész, 1901 és 1904 között pedig Sigmund Hendl építész tervei alapján végezték.
1904-ben a Jan Matejko-házat a Krakkói Nemzeti Múzeum fiókintézményévé nyilvánították.
A második világháború után az épületet felújították, és 1953-ban újra megnyitották a múzeumot. 1993-ban, Jan Matejko halálának 100. évfordulója előestéjén újabb felújításra került sor.
Az első emeleten található a művész hálószobája. A második emeleten, abban a szobában, ahol Jan Matejko született, egy emléktábla található „Często sprawia Bóg, że wielkość zamyka w małym kształcie” („Isten gyakran apró dolgokban rejti el a nagyságot”). A harmadik emeleten a művész műtermét bemutató kiállítás tekinthető meg. Az állandó kiállítás a festőművész és családjának hétköznapi tárgyait, bútorokat, rajzokat, olajfestményeket, hivatalos iratokat és fényképeket mutatja be.
A múzeumban olyan kínzóeszközök is láthatók, amelyeket a középkorban a dorotkai börtönben használtak.

## Képgaléria

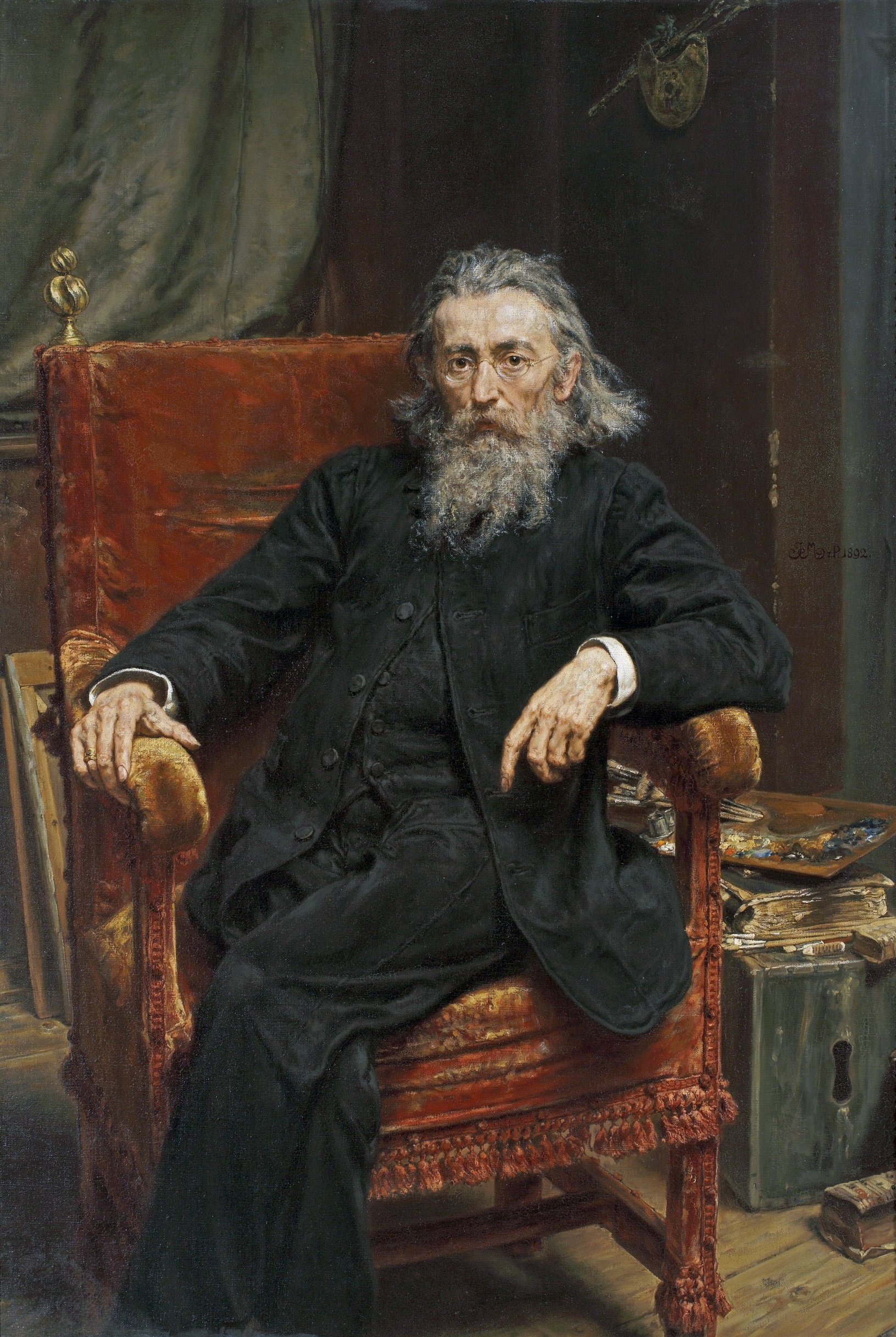
Jan Matejko: Önarckép (1892)
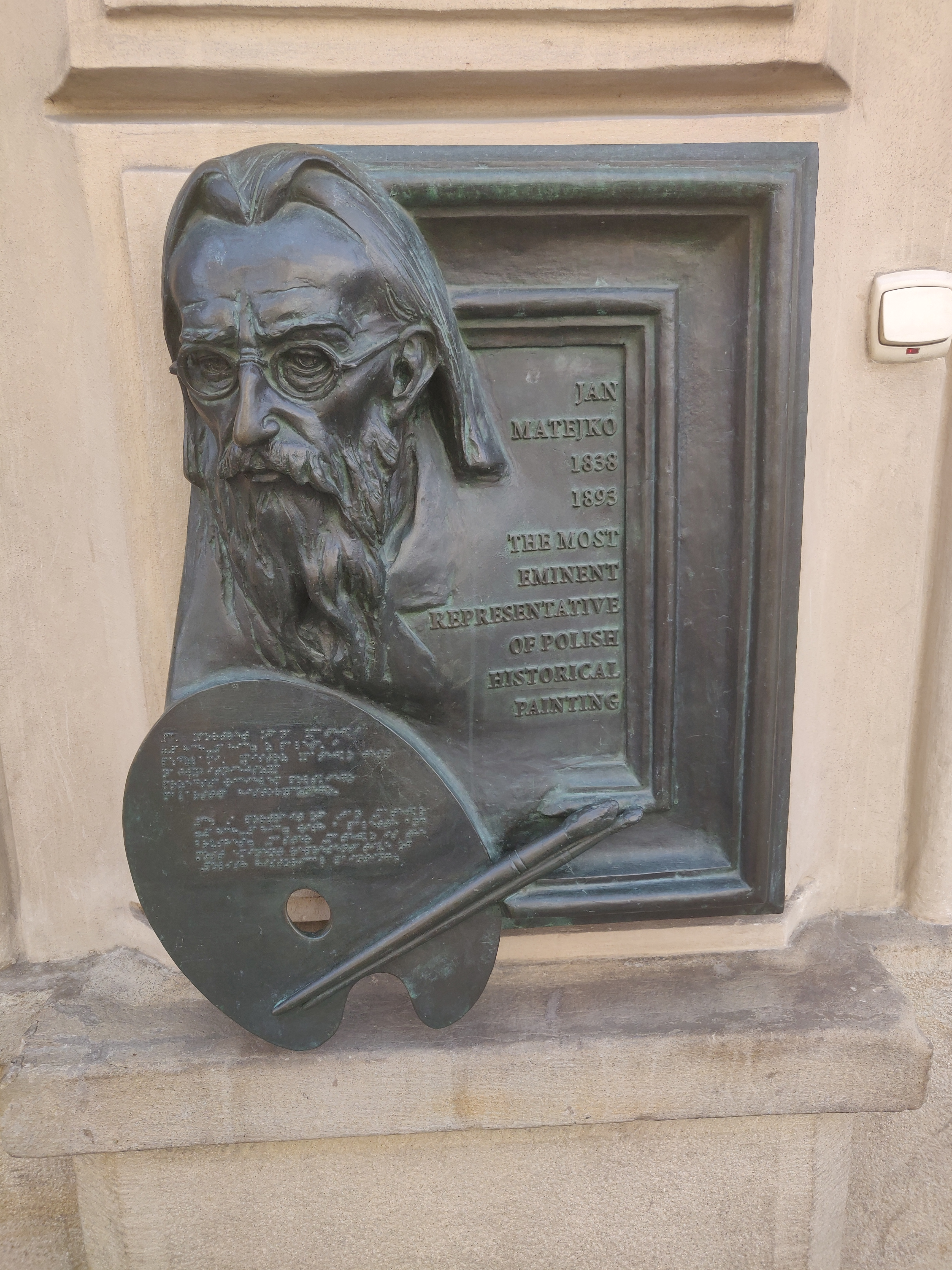
Dombormű palettával (a bejárat mellett)
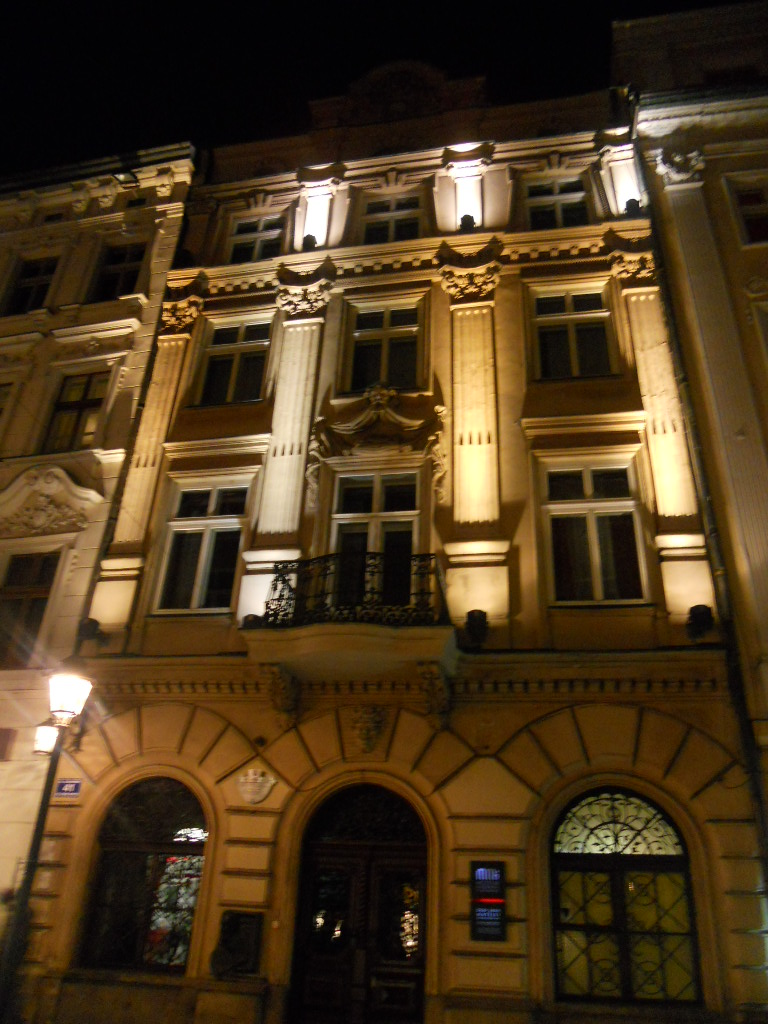
A múzeum épülete éjjel
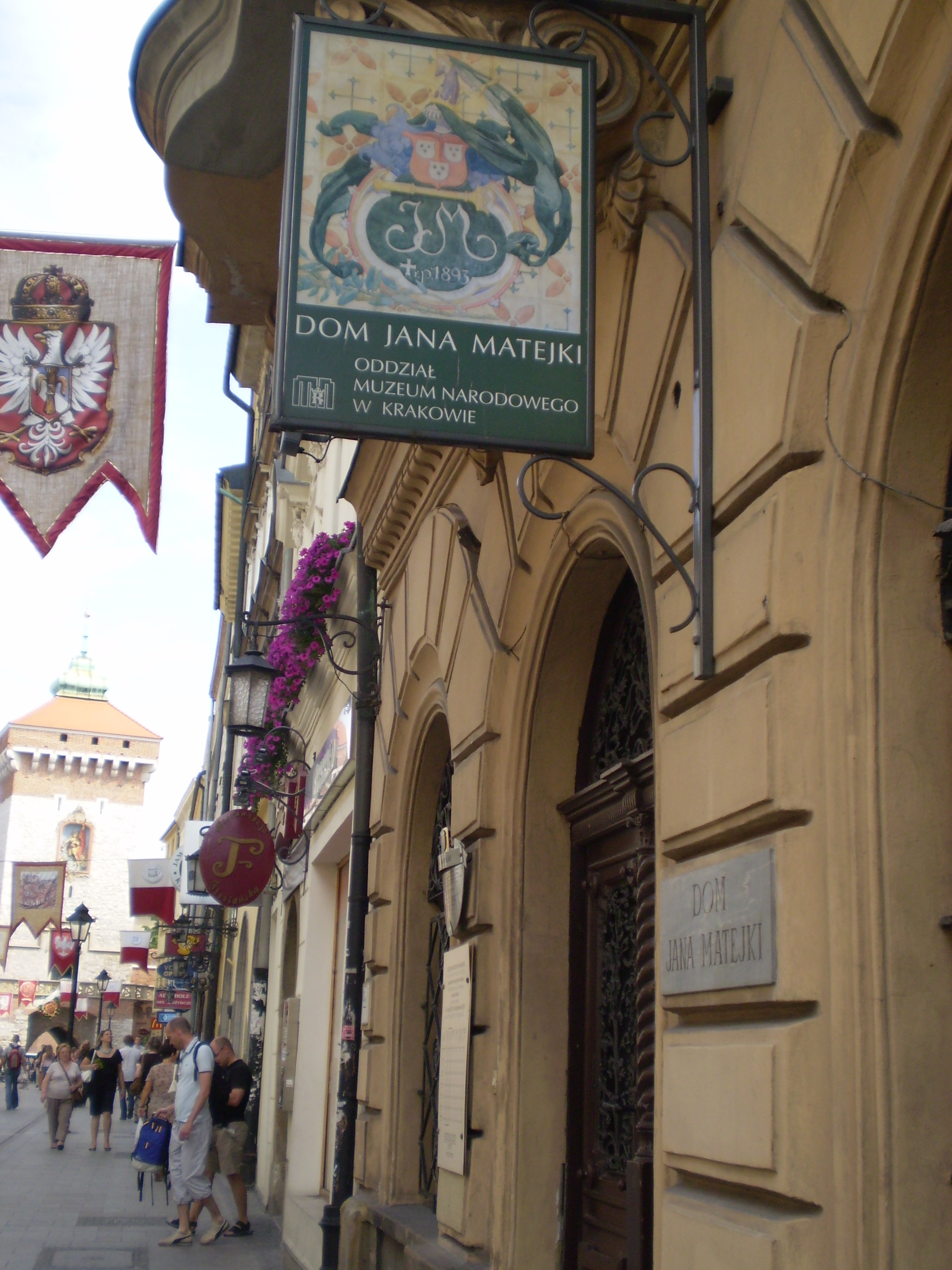
A Floriańska utca 2007-ben
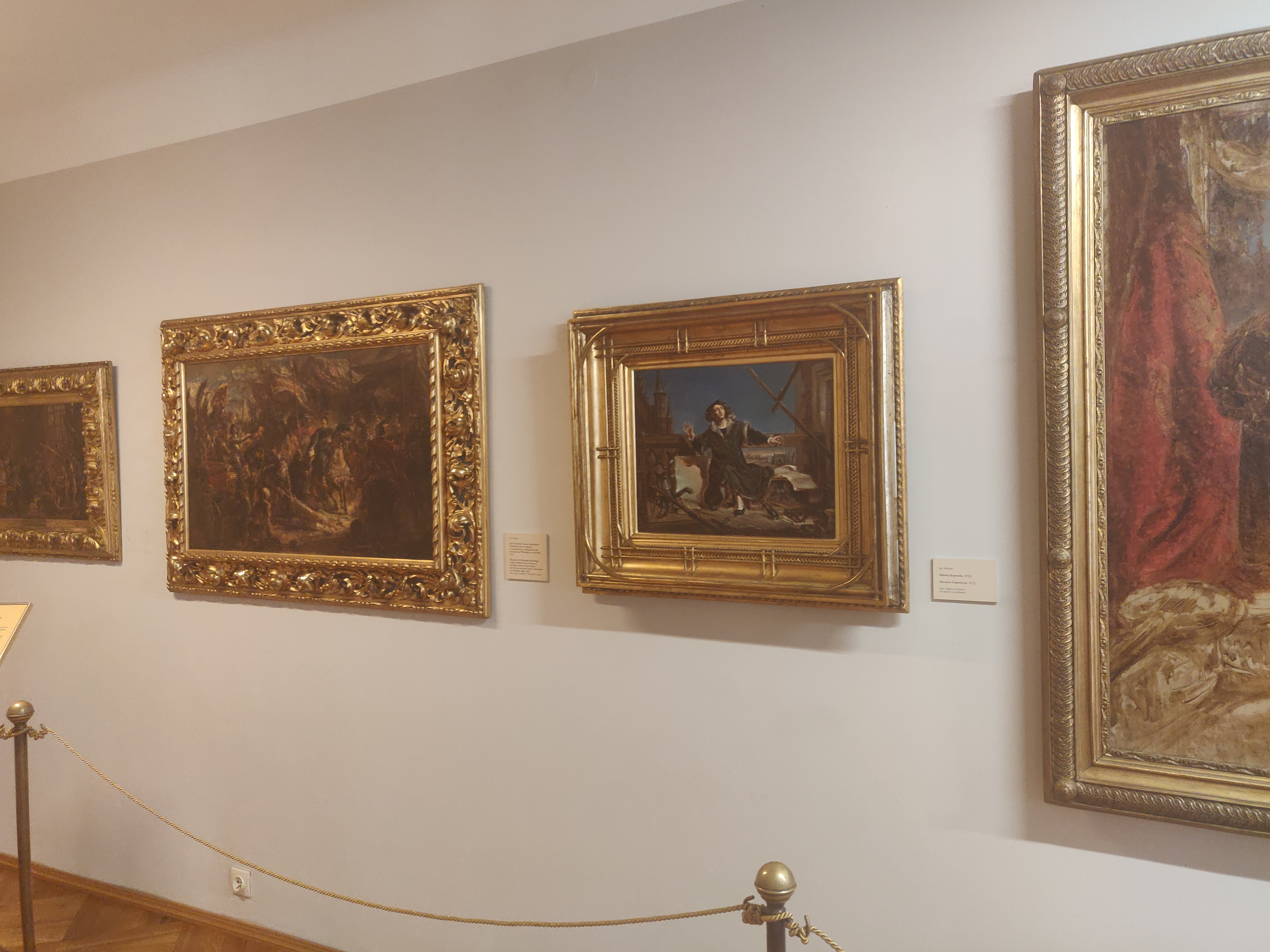
Festmények

## Fordítás
- Ez a szócikk részben vagy egészben  a   Jan-Matejko-Haus című német Wikipédia-szócikk ezen változatának fordításán alapul.  Az eredeti cikk szerkesztőit annak laptörténete sorolja fel. Ez a jelzés csupán a megfogalmazás eredetét és a szerzői jogokat jelzi, nem szolgál a cikkben szereplő információk forrásmegjelöléseként.